# Clubiona kasanensis
Clubiona kasanensis là một loài nhện trong họ Clubionidae.
Loài này thuộc chi Clubiona. Clubiona kasanensis được Kap Yong Paik miêu tả năm 1990.